# گروننتال

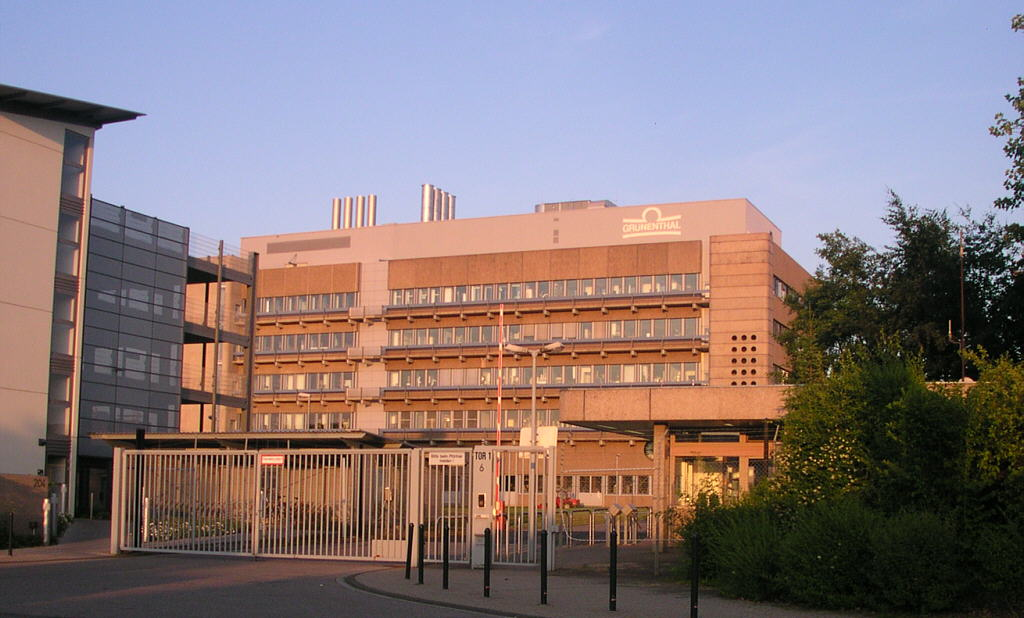
ساختمان اداری شیمی گرونتال در آخن

گروننتال GmbH (به آلمانی: Grünenthal GmbH) یک شرکت تحقیقات دارویی و تولیدکننده دارو در آخن، آلمان است. این شرکت در حال حاضر یکی از پنج شرکت بزرگ داروسازی آلمان است.
شرکت گروننتال برای نخستین‌بار پس از جنگ جهانی دوم داروی آنتی‌بیوتیک پنی‌سیلین را وارد بازار آلمان کرد. در سال ۱۹۵۷ میلادی، شرکت گروئنتال برای درمان حالت تهوع زنان در دوران اولیه بارداری، دارویی آرام‌بخش با نام تجاری «کونترگان» که حاوی ماده «تالیدومید» بود را به بازار عرضه کرد. پیش از اینکه این دارو در سال ۱۹۶۱ میلادی از بازار خارج شود، باعث شد حدود ۱۰ هزار نوزاد در سراسر دنیا با نقض عضو به دنیا آیند. این کودکان کر یا نابینا بودند یا از مشکلات قلبی رنج می‌بردند. عده‌ای هم با دست و پای کوتاه یا اختلال‌های مغزی به دنیا آمدند.